# Dissuasion nucléaire
La dissuasion nucléaire se fonde sur la peur, dans les deux camps, du recours par l'autre à l'arme nucléaire, et sur la doctrine de la vulnérabilité mutuelle[réf. nécessaire]. La dissuasion consiste à prévenir un acte en persuadant l’acteur concerné que les coûts d’une telle action excèdent ses bénéfices. Le fait que deux adversaires se dissuadent ainsi dépend avant tout de la capacité de l'agressé à conserver les moyens de frappe nucléaire contre l'agresseur après avoir subi une première frappe atomique.[réf. nécessaire]
Depuis la fin de la guerre froide, la question de la légitimité et de l'efficacité de la dissuasion nucléaire est plus que jamais débattue[réf. nécessaire]. Il n'y a eu que peu de conflits directs depuis 70 ans entre des pays pratiquant la dissuasion nucléaire, un fait mis en avant par ses partisans mais cela ne constitue pas une preuve absolue aux yeux de ses détracteurs, qui attribuent davantage cette paix relative à d'autres facteurs comme le traumatisme immense laissé par la Seconde Guerre mondiale, l'accroissement spectaculaire des échanges économiques et culturels qui gomment les clivages géopolitiques traditionnels la conscience du danger de « l'hiver nucléaire » qui pourrait être provoqué par une guerre nucléaire régionale, pas seulement par une telle guerre entre deux superpuissances nucléaires, ou la création de diverses organisations comme l'OTAN, l'Union européenne et les Nations unies.

## Durant la guerre froide
L'élaboration et la mise en œuvre des principes de la dissuasion nucléaire remontent au début de la guerre froide (Il est toutefois intéressant de noter qu’une théorie analogue[Quoi ?], bien que non nucléaire, avait déjà été exposée par Émile Zola en 1898, dans son feuilleton « Paris » : « Et c’est ainsi que je fais à tous les peuples le cadeau terrible de destruction, de toute-puissance … pour que tous les peuples, également armés de la foudre, désarment, dans la terreur et l’inutilité de s’anéantir »). Ces principes évoluent au gré des changements politiques et technologiques, mais le principe de base consiste à conserver en toute circonstance une «capacité de seconde frappe»[réf. nécessaire], élément moteur de la course aux armements qui a opposé les deux superpuissances durant la guerre froide. Dans les années 1950 et 1960, la dissuasion vise essentiellement les grands centres urbains et économiques, prenant en otage les populations civiles. Des bombes thermonucléaires toujours plus puissantes sont testées, dont une seule suffirait à détruire une ville comme Paris et sa banlieue. Dans les années 1970, les progrès technologiques permettent de diversifier les cibles, sans que jamais un des deux Grands ne soit en situation de pouvoir détruire tout le potentiel militaire de l'autre et donc de rompre l'équilibre sur lequel repose la dissuasion nucléaire réciproque entre eux.
En France, le général de Gaulle fonde dans les années 1960 la politique d'indépendance française et de grandeur de la nation sur le développement d'une force de dissuasion nucléaire nationale. Ses successeurs conservent intacte cette politique de dissuasion nucléaire[réf. nécessaire].

## Depuis la guerre froide
| Puissance nucléaire | Armes nucléaires | ICBM | IRBM | Avion | SNLE  |
| ------------------- | ---------------- | ---- | ---- | ----- | ----- |
| Russie              | 5 977            | ✔️   | ❌   | ✔️    | ✔️    |
| États-Unis          | 5 428            | ✔️   | ❌   | ✔️    | ✔️    |
| Chine               | 350              | ✔️   | ✔️   | ✔️    | ✔️    |
| France              | 290              | ❌   | ❌   | ✔️    | ✔️    |
| Royaume-Uni         | 225              | ❌   | ❌   | ❌    | ✔️    |
| Pakistan            | 165              | ❌   | ✔️   | ✔️    | ❌    |
| Inde                | 160              | ❌   | ✔️   | ✔️    | ✔️    |
| Israël              | 90               | ❌   | ✔️   | ✔️    | [ a ] |
| Corée du Nord       | 20               | ?    | ?    | ❌    | ❌    |

La chute de l'Union soviétique ne signifie pas pour autant que les pays disposant de l'arme nucléaire renoncent à en utiliser le pouvoir de dissuasion. Depuis 1991, d'autres pays ont acquis officieusement ou officiellement la capacité nucléaire.
Même si leurs moyens nucléaires sont aujourd'hui considérablement réduits par rapport à 1990, les États-Unis conservent une force nucléaire importante, veillent à limiter la prolifération nucléaire par des négociations avec l'Iran, la Corée du Nord et une intervention militaire sur ce motif en Irak,. De manière générale, la posture stratégique des puissances nucléaires est strictement défensive, c'est-à-dire qu'elles affirment qu'elles ne feront pas usage en premier de l'arme nucléaire[réf. nécessaire], et s'inscrit dans le concept de dissuasion minimale de contre-valeurs[réf. nécessaire], c'est-à-dire de possession du nombre d'armes juste nécessaire pour pouvoir infliger à un agresseur potentiel des dommages suffisamment élevés pour l'en dissuader[Quoi ?]. Les États-Unis révisent dans ce sens en 2010 leur posture stratégique officielle.
Les préoccupations des puissances nucléaires sont de nos jours tournées essentiellement vers la limitation de la prolifération nucléaire et contre les dangers du terrorisme nucléaire.
Cependant, le président Chirac admet publiquement le 19 janvier 2006 que la France possède aussi des armes nucléaires qu'elle pourrait utiliser si ses "intérêts vitaux" étaient menacés et inclut dans ces "intérêts vitaux" les approvisionnements en pétrole,.
Dans le cadre de la guerre opposant la Russie et l'Ukraine en 2022, Vladimir Poutine ordonne le 27 février 2022 aux chefs de ses armées de « mettre les forces de dissuasion de l'armée russe en régime spécial d'alerte au combat ». En juin 2020, pourtant, le président russe avait approuvé les "principes de base" d'utilisation de l'arme nucléaire. Or, aucun de ces principes ne correspond à la situation dans laquelle la Russie est lorsque V. Poutine brandit cette menace nucléaire[source insuffisante].
L'historienne Chloé Maurel a montré comment l'ONU (avec ses agences comme l'AIEA) a beaucoup oeuvré, depuis 1945, à essayer de réduire les tensions et les dangers issus de la prolifération nucléaire en promouvant la notion de "non-prolifération" et en faisant adopter en 1968 le Traité de non-prolifération, puis en 2017 le TIAN: Traité d'interdiction des armes nucléaires (entré en vigueur en 2021). 

## Efficacité et légitimité
Tous les pays qui développent des armes nucléaires le font au nom de leur sécurité.

### Efficacité
Selon des détracteurs de la dissuasion nucléaire, la première difficulté réside dans le fait qu'il s'agit d'une théorie qui ne peut donc être démontrée et que les conséquences si elle venait à échouer seraient terribles pour les populations des pays concernés voire pour la civilisation humaine tout entière. Les partisans de la dissuasion nucléaire mettent en avant que jamais l'Europe n'a connu une aussi longue période sans guerre majeure et que l'affrontement potentiellement violent pour de multiples raisons idéologiques, politiques et économiques entre les deux Grands s'est achevé sans guerre directe entre eux. Ses adversaires mettent en avant que la relation de cause à effet n'est pas démontrée.
La capitulation du Japon quelques jours après les bombardements d'Hiroshima et de Nagasaki ne démontre d'ailleurs pas le caractère dissuasif de la possession de l'arme nucléaire par les États-Unis : les historiens s'accordent de nos jours pour affirmer que bien d'autres causes, plus profondes que ces bombardements, ont décidé le Japon à capituler.
La deuxième difficulté réside dans le caractère instable de la dissuasion nucléaire et dans le risque qu'elle échoue : chaque camp a peur d'être dépassé par l'autre sur le plan de son potentiel militaire offensif et de la capacité à détruire celui de l'autre ce qui conduit à une spirale sans fin de course aux armements extrêmement coûteuse avec deux conséquences majeures : l'économie et donc le niveau de vie des habitants des pays concernés sont affectés négativement par ces énormes budgets, et d'autre part l'accumulation des armes augmente les risques de déclenchement accidentel d'une conflagration nucléaire et surtout les conséquences pour l'humanité d'une utilisation effective de ces armes.

### Légitimité
Faisant suite à la résolution 49/75 K de l’Assemblée générale des Nations unies la saisissant sur « le caractère licite ou non, selon le droit international, de recourir à la menace ou à l’emploi d’armes nucléaires dans quelques circonstances que ce soit », la Cour internationale de justice rend le 8 juillet 1996 un avis consultatif qui déclare que « la menace ou l'emploi d'armes nucléaires serait généralement contraire aux règles du droit international applicable dans les conflits armés ».
Néanmoins, dans ce même avis, la Cour précise en conclusion qu'« au vu de l'état actuel du droit international, ainsi que des éléments de fait dont elle dispose, la Cour ne peut cependant conclure de façon définitive que la menace ou l'emploi d'armes nucléaires serait licite ou illicite dans une circonstance extrême de légitime défense dans laquelle la survie même d'un État serait en cause ». La Cour a conclu que ni le droit coutumier ni le droit conventionnel ne contient d'interdiction spécifique et complète des armes nucléaires et que tout emploi d'une arme de cette nature serait soumis aux principes ordinaires du droit relatif au recours à la force et du droit international humanitaire.
Dans l’après-guerre froide, des objections philosophiques au recours aux théories de dissuasion en général ont également été soulevées pour des raisons purement éthiques. Des chercheurs tels que Robert L. Holmes ont noté que le recours à de telles théories constitue une violation d'une présomption morale déontologique fondamentale qui interdit le meurtre de vies innocentes. En conséquence, Holmes soutient que de telles théories sont prima facie de nature intrinsèquement immorale.  Il soutient également que les théories de la dissuasion encouragent un état de destruction mutuelle assurée entre les nations au fil du temps grâce au développement d’armes nucléaires de plus en plus avancées. Selon lui, il est à la fois irrationnel et immoral d'utiliser une méthodologie pour perpétuer la paix internationale qui repose exclusivement sur le développement continu de nouvelles versions des armes mêmes qu'elle est censée interdire ,,,,.